# Aspalathus
Aspalathus és un gènere de plantes dins la família de les fabàcies. Per la presència de flors grogues i espines en algunes de les seves espècies sembla el Ulex europaeus. Conté unes 270 espècies que són principalment endèmiques de la regió amb vegetació fynbos d'Àfrica del Sud, unes 50 espècies es presenten a la Península del Cap (Table Mountain National Park). L'espècie Aspalathus linearis és important comercialment, esseent un component del Te Rooibos.
Els Aspalathus generalment són arbusts o mates. Floreix de manera abundosa i en algunes espècies el color groc es torna vermell.
Les fulles dels Aspalathus són sèssils i generalment simples però de vegades són trifoliades. No tenen estípula.